# Gymnasium am Römerkastell
Das Gymnasium am Römerkastell Alzey ist eines von drei Gymnasien in Alzey (Rheinland-Pfalz). Der Name leitet sich von einem spätantiken Kastell des Donau-Iller-Rhein-Limes ab.

## Geschichte
Das Gymnasium ist aus der am 1. Mai 1870 gegründeten höheren Töchterschule hervorgegangen, die auf das Betreiben einiger Alzeyer Familien ins Leben gerufen wurde. 1925 wurde die Schule offiziell als Progymnasium anerkannt. Der Ausbau zum Vollgymnasium erfolgte 1941. Bereits zwei Jahre später schlossen 18 Schülerinnen als erster Abiturjahrgang ab.
Nachdem die Schule 1960 wegen finanzieller Schwierigkeiten an das Land Rheinland-Pfalz übergegangen war, wurde am 14. November 1964 der heute noch bestehende Neubau des damaligen Mädchengymnasiums eingeweiht. Im Zuge der Koedukation wurde das Gymnasium 1973 auch für Jungen geöffnet. Im folgenden Jahr wurde die Mainzer Studienstufe in der Oberstufe eingeführt. Aufgrund von stetig steigenden Schülerzahlen und der daraus resultierenden Raumnot folgte 1997 die Nutzung des Gebäudes der ehemaligen Berufsschule in der Bleichstraße 15 für die Stufen 5 und 6 sowie 2002 die Erweiterung der Schule durch einen zusätzlichen Neubau und umfangreiche Sanierungsmaßnahmen.
Zur Verbesserung der Situation der Ganztagsschüler wurde eine Mensa errichtet, die seit 2013 gemeinsam mit dem benachbarten Elisabeth-Langgässer-Gymnasium genutzt wird.

## Partnerschaften
Das Gymnasium unterhält Partnerschaften mit mehreren europäischen Schulen:
- Collège Sainte Marguerite, Josselin, Frankreich[4]
- Département Côte-d’Or, Burgund, Frankreich[5]
- Christelijk College, Ermelo, Niederlande[6]